# 林左鸣

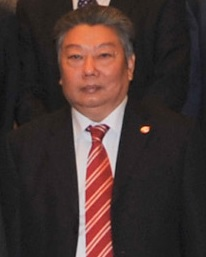

林左鸣（1957年5月—），福建漳州市诏安县人，中华人民共和国航空专家。中国共产党第十八届中央委员。

## 生平
毕业于南京航空学院发动机系，后进入航空工业部420厂（现成都发动机集团有限公司），1992年，任副总经理。1995年，任总经理。1998年，改任沈阳黎明航空发动机集团公司总经理。2001年，任中国航空工业第一集团公司副总经理。2006年，任总经理。2008年，任中国航空工业集团公司总经理。2012年，升任董事长。
因推动中巴两国航空合作、为巴基斯坦航空事业做出贡献而荣获卓越之星勋章（Sitara-i-Imtiaz）。
2016年4月底，有传言称林左鸣已确认停职，进行“休假式疗养”，由总经理谭瑞松（1962年2月27日-）全面主持工作，该传言还称，“中组部大员亲临中航工业，宣布了该项决定。”媒体调查后发现，林左鸣主要因为身体原因提出病休，并非停职。2018年5月，林左鸣不再担任中航工业董事长。现任中国航空学会理事长。